# 克拉斯诺科罗特科夫斯基农村居民点
克拉斯诺科罗特科夫斯基农村居民点（俄语：Краснокоротковское сельское поселение）是俄罗斯联邦伏尔加格勒州新安宁斯基区所属的一个农村居民点。其下辖有3个居民点，行政中心为克拉斯诺科罗特科夫斯基。据2016年统计，该农村居民点的人口为852人。